# Vũ Oai
Vũ Oai là một xã thuộc thành phố Hạ Long, tỉnh Quảng Ninh, Việt Nam.
Xã Vũ Oai có diện tích 52,3 km², dân số năm 1999 là 1362 người, mật độ dân số đạt 26 người/km².